# Степановка (Речицкий район)
Степановка (бел. Сцяпанаўка) — деревня в Заспенском сельсовете Речицкого района Гомельской области Белоруссии.

## География

### Расположение
В 14 км на юг от районного центра и железнодорожной станции Речица (на линии Гомель — Калинковичи), 64 км от Гомеля.

## Транспортная сеть
Транспортные связи по просёлочной, затем автомобильной дороге Речица — Хойники. Планировка состоит из прямолинейной короткой улицы широтной ориентации, застроенной неплотно деревянными усадьбами.

## История
Археологами обнаружен курганный могильник (70 насыпей в 1,5 км на восток от деревни) свидетельствует о заселении этих мест с давних времён. По письменным источникам известна с XVIII века как селение в Речицком повете Минского воеводства Великого княжества Литовского.
После 2-го раздела Речи Посполитой (1793 год) в составе Российской империи. В 1879 году обозначена в Свиридовичском церковном приходе. В 1908 году в Заспенской волости Речицкого уезда Минской губернии.
В 1930 году организован колхоз «Новая жизнь», работали кузница и ветряная мельница. 31 житель погиб на фронтах Великой Отечественной войны. Согласно переписи 1959 года в составе колхоза «Советская Беларусь» (центр — деревня Заспа).

## Население

### Численность
- 2004 год — 21 двор, 32 жителя.

### Динамика
- 1795 год — 6 дворов.
- 1834 год — 9 дворов.
- 1897 год — 17 дворов 107 жителей (согласно переписи).
- 1908 год — 42 двора, 180 жителей.
- 1925 год — 54 двора.
- 1959 год — 241 житель (согласно переписи).
- 2004 год — 21 двор, 32 жителя.